# ميشيل ستيل
ميشيل ستيل (بالإنجليزية: Michelle Steele)‏ هي متزلجة تزلج صدري أسترالية، ولدت في 8 مارس 1986 في جلادستون في أستراليا.

## وصلات خارجية
- ميشيل ستيل على موقع IBSF (الإنجليزية)
- ميشيل ستيل على موقع اللجنة الأولمبية الدولية (الإنجليزية)
- ميشيل ستيل على موقع أوليمبيديا (الإنجليزية)
- ميشيل ستيل على موقع اللجنة الأولمبية الأسترالية (الإنجليزية)